# NPK
NPK er en forkortelse for plantenæringsstofferne Nitrogen (nitrat- eller ammoniumkvælstof), Phosphor (fosfat) og Kalium. Disse stoffer fjernes i store mængder, når man høster udbytte af dyrket jord. Da de samtidig bruges i tilsvarende stor mængde af planterne, opstår der let en udpining af jorden, dvs. en mangel på netop disse og andre tilsvarende stoffer. Derfor har man fremstillet blandede kunstgødninger ("NPK-gødninger"), som indeholder disse stoffer i let tilgængelig form.
Man blander gødningstyperne for at undgå, at et enkelt stof kommer i underskud: Dette ene stof vil da begrænse planternes vækst. Se minimumsloven.